# Schussenkraftwerk
Das Schussenkraftwerk war eine ehemalige Mühle an der unteren Schussen, die Ende des 19. Jahrhunderts mittels eines Stauwehrs zur Elektrizitätsgewinnung umgebaut wurde. Das Laufwasserkraftwerk zwischen Brochenzell und Meckenbeuren im Norden und Kehlen im Süden lieferte, bis zu deren Umstellung auf Dieselbetrieb nach dem Zweiten Weltkrieg, elektrische Energie für die Bahnstrecke Meckenbeuren–Tettnang.

## Technischer Aufbau

### Gebäude
Es handelte sich um ein Stauwehr an der unteren Schussen zwischen Meckenbeuren und Sammletshofen.

### Maschinen
Zur Energiegewinnung wurde ein Gleichstromgenerator mit einer installierten Leitung von 88,2 kW (120 PS) eingesetzt und eine Generatorspannung von 650 V hatte.

## Geschichte
- 1892: Kauf der Brochenzeller Mühle von Markus Bosch durch die Stadt Tettnang zur Gewinnung von elektrischem Strom. Der Müller Bosch erzeugte bereits Strom für seine Mühle und die umliegenden Häuser
- 1894: Verkauf der Mühle an die Lokalbahn Aktien-Gesellschaft, kurz LAG
- 1894: Planungen und Konzessionserteilung[2]
- 1895–1896: Bau eines Stauwehrs und eines Eisenbahnstichlinie von Meckenbeuren nach Tettnang für den Güterverkehr
- 1926: Verkauf des Kraftwerkes an die OEW, heute EnbW
- 1934: Abriss des Wehrs im Zuge der Schussenregulierung und Aufgabe der Stromproduktion